# George Everett Osterhout
 George Everett Osterhout ( 1858 - 1937 ) fue un botánico aficionado estadounidense. Entre muchas floras estaduales trabajó en la clasificación de la de Montana. En Colorado lo hizo entre 1893 y 1936. Su mentor fue Thomas C. Porter (1822-1901).

## Algunas publicaciones
- 1904. Notes on Colorado plants. Ed. Torrey Botanical Club. 2 pp.

- 1899. New plants from Colorado. Ed. Torrey Botanical Club

- La abreviatura «Osterh.» se emplea para indicar a George Everett Osterhout como autoridad en la descripción y clasificación científica de los vegetales.[3]